# Hemerobius pennii
Hemerobius pennii är en insektsart som beskrevs av Monserrat 1996. Hemerobius pennii ingår i släktet Hemerobius och familjen florsländor. Inga underarter finns listade i Catalogue of Life.